# Guacarí
Guacarí ist eine Gemeinde (Municipio) im Departamento Valle del Cauca in Kolumbien.

## Geographie
Guacarí liegt in der Subregion Centro in Valle del Cauca auf einer Höhe von 900 m ü. NN an der Panamericana, 45 km von Cali entfernt und hat eine Jahresdurchschnittstemperatur von 25 °C. Die Gemeinde ist geprägt von den Flüssen Río Cauca, Río Guabas, Río Sonso und Río Zabaletas. Im Osten hat Guacarí Anteil an der Zentralkordillere der kolumbianischen Anden. Die Gemeinde grenzt im Norden an Buga, im Süden an El Cerrito, im Osten an Ginebra und im Westen an Yotoco.

## Bevölkerung
Die Gemeinde Guacarí hat 35.662 Einwohner, von denen 21.437 im städtischen Teil (cabecera municipal) der Gemeinde leben (Stand 2019).

## Geschichte
Guacarí wurde von den Spaniern 1570 durch den Bau einer Kirche unter dem Namen San Juan Bautista de Guacarí gegründet, um die in der Region lebenden Indigenen mit dem Encomienda-System besser kontrollieren zu können. In der Region wurden viele archäologische, präkolumbische Artefakte gefunden.

## Persönlichkeiten
- Gisela Robledo (* 2003), Fußballspielerin